# Bentinho (futebolista)
Antônio Bento dos Santos, mais conhecido como Bentinho (Montes Claros, 18 de dezembro de 1971), é um ex-futebolista brasileiro que atuava como atacante.

## Carreira
Irmão mais novo do volante Bento, começou no futebol na Portuguesa, ao lado de Dener, nas categorias de base. Pela Seleção Brasileira infantil, disputou o Campeonato Mundial em 1987.
Foi promovido ao profissional em 1988. Foi artilheiro do time no Paulistão de 1992 com 15 gols. Em sua primeira passagem pela Lusa, até o fim de 1993, marcou 62 gols.
Entre 1993 e 1994, atuou em equipes na Ásia e Oriente Médio, como Verdy Kawasaki, onde marcou 16 vezes e foi Campeão Japonês em 1994.
Retornou ao Brasil em janeiro de 1995 para jogar no São Paulo FC por empréstimo, e foi artilheiro do campeonato estadual com 20 gols. Com a camisa são-paulina foram 37 jogos e 22 gols.
No segundo semestre de 1995, voltou a jogar no Japão.
Ao retornar ao Brasil, foi contratado pelo Botafogo por US$ 1,8 milhões, onde conquistou o Campeonato Carioca de 1997, único grande título da carreira no país. Marcou 51 gols em seus dois anos no clube.
Também atuou no Cruzeiro, Atlético Paranaense, além de retornar ao futebol japonês e duas outras passagem pela Portuguesa.
No time lusitano, disputou o Campeonato Paulista de 2000 onde, com 14 gols, liderou o time até a terceira fase do estadual, após boas campanhas nas etapas anteriores. No dia 17 de maio de 2000, marcou pela última vez com a camisa da Portuguesa.
Encerrou a carreira no Avispa Fukuoka em 2004.
Em 2018, foi auxiliar técnico do Montes Claros Esporte Clube.

## Títulos
Verdy Kawasaki
- Campeonato Japonês: 1994

Botafogo
- Taça Cidade Maravilhosa: 1996
- Copa Rio-Brasília: 1996
- Copa Nippon Ham: 1996
- III Torneio Presidente da Rússia: 1996
- Troféu Teresa Herrera: 1996
- Campeonato Carioca: 1997
- Taça Rio: 1997
- Taça Guanabara: 1997

São Paulo
- Copa dos Campeões Mundiais: 1995

Artilharia
- Campeonato Paulista: 1995 (São Paulo)